# Sylvester Laflin Weaver junior

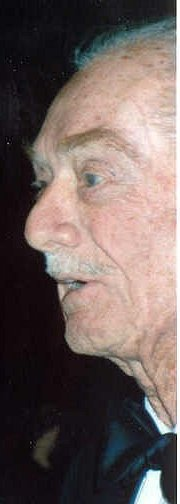
Sylvester Weaver (1989)

Sylvester Laflin Weaver jr. (* 21. Dezember 1908 in Los Angeles; † 15. März 2002 in Santa Barbara) war ein US-amerikanischer Rundfunkoffizieller.

## Leben
Weaver, Sohn des Unternehmers Sylvester Laflin Weaver, war in den 1950er Jahren Präsident des National Broadcasting Television Network (NBC).
Verheiratet war er mit der britischen Schauspielerin Elizabeth Inglis. Aus dieser Ehe gingen zwei Töchter hervor. Eine davon ist die Schauspielerin Sigourney Weaver.